# 민주사회를 위한 청소년회의
민주사회를 위한 청소년회의(民主社會를 爲한 靑少年會議, 약칭 민청회)는 2013년 9월 13일 ~ 2015년 5월 10일까지 존재했던 대한민국의 청소년 시민사회운동 단체이다.
2013년 9월 13일 박근혜 후보의 대통령 당선에 부정선거가 있었음을 밝히는 7.17청소년 시국선언을 계획한 '청소년시국회의' 소속이었던 일부 회원들이 기존회원들과의 연대 및 활동노선의 의견차이로 분리독립하여 설립한 단체이다. 초등학생부터 고등학생까지 다양한 연령대의 청소년들이 자발적으로 모여 활동하였다.
단체의 설립부터 활동방향을 결정하는 과정에서 성인 혹은 특정 정당, 단체의 개입이 일절 없었으며, 특정지역에 한정되지 않고 서울특별시, 경기도, 강원도, 충청남도, 전라북도, 전라남도, 경상북도, 경상남도, 제주도 및 각 광역시에 거주하는 약 40여 명의 회원을 통해 전국적으로 활동하였다.
일본군 위안부 피해자 방문, 교학사 한국사 교과서 반대 1만 국민서명운동, 1.11시국선언, 5.18 바로알리기 행사 등 주로 친일ㆍ독재미화 역사왜곡, 노동탄압, 부정선거 의혹 및 특정집단의 대선개입, 공공 민영화, 강제동원 피해자 명예회복 등의 사회문제를 비판하는 활동을 하였다. 2013년 10월 22일 서울시 교육청이 사찰한 사항이 박홍근 민주당 의원에 의해 밝혀져 논란이 되기도 했다.
2015년 2월, 1대 공동대표가 은퇴한 뒤 2대 공동대표가 단체를 이끌었으나, 당시 민청회 활동방향에 불만을 가졌던 일부 회원들의 의견마찰이 거세져 단체는 와해되었다. 결국 2015년 5월 10일 오후 1시 11분, 단체해체 공동성명을 발표한 뒤 해산하였다.